# ستراک تئونیان
ستراک رازمیکی تئونیان (ارمنی: Սեդրակ Ռազմիկի Թևոնյան؛ زادهٔ ۱۶ فوریهٔ ۱۹۹۰) یک سیاستمدار اهل ارمنستان است که از تاریخ ۱۳ ژانویه ۲۰۲۲ تا کنون سمت استاندار استان آرارات را برعهده دارد. وی پیشتر از تاریخ ۲۰۱۹ تا تاریخ ۲۰۲۲ سمت نمایندگی دوره‌های هفتم و هشتم مجلس ملی جمهوری ارمنستان را برعهده داشت.

## زندگی‌نامه
در ۱۶ فوریهٔ ۱۹۹۰ در آرالز به دنیا آمد و از دانشگاه دولتی ایروان فارغ‌التحصیل شد. 